# Pycnomorphidiellus polyphagus
Pycnomorphidiellus polyphagus – gatunek chrząszcza z rodziny kózkowatych i podrodziny zgrzypikowych. Jedyny przedstawiciel rodzaju Pycnomorphidiellus.

## Zasięg występowania
Ameryka Południowa, występuje w Surinamie oraz w Gujanie Francuskiej.